# Electric Fields
Gli Electric Fields sono un duo musicale australiano formato ad Adelaide nel 2015, composto dalla cantante Zaachariaha Fielding e dal tastierista e produttore Michael Ross.
Hanno rappresentato l'Australia all'Eurovision Song Contest 2024 con il brano One Milkali (One Blood).

## Storia
Prima della formazione del gruppo, entrambi gli artisti si sono fatti conoscere partecipando singolarmente alla versione australiana di The X Factor. Zaachariaha Fielding ha partecipato alla terza edizione del programma, mentre Michael Ross ha partecipato alla quinta edizione. Gli Electric Fields si sono ufficialmente formati nel 2015, iniziando a pubblicare varie cover che spaziano tra il pop, il soul e l'elettronica. La critica specializzata ha descritto il duo come "un incontro tra i Daft Punk e Nina Simone all'interno dei Deep Forest".
Nel 2016 hanno pubblicato l'EP d'esordio Inma, che fonde la musica elettronica con l'uso di varie lingue australiane aborigene come il pitjantjatjara e lo yankunytjatjara. L'EP è stato promosso attraverso vari festival musicali come lo Spirit Festival, l'Adelaide Fashion Festival e il Triple J Festival. Nel 2016 il duo ha vinto l'Emily Burrows Award, un premio assegnato per riconoscere e promuovere lo sviluppo professionale di artisti o gruppi musicali emergenti dell'Australia Meridionale.
L'anno successivo il duo hanno vinto un National Indigenous Music Awards, i principali riconoscimenti della musica aborigena, nella categoria Rivelazione dell'anno. Nel 2018 hanno invece ricevuto una candidatura come Artista dell'anno.
Nel 2018 è stata confermata la loro partecipazione a Eurovision - Australia Decides 2019, il processo di selezione australiano per l'Eurovision Song Contest 2019, con il brano 2000 and Whatever, con cui si sono classificati al secondo posto dietro a Kate Miller-Heidke. Dopo l'esperienza della selezione, gli Electric Fields sono partiti in tournée in tutta l'Australia. Durante le esibizioni, è stata composta una band di supporto comprendente un chitarrista, un suonatore di didgeridoo e dei ballerini.
Nel 2020, durante la pandemia di COVID-19, il duo ha registrato virtualmente, in collaborazione con Jessica Mauboy, Missy Higgins e John Butler, un'esibizione del brano From Little Things Big Things Grow di Kev Carmody e Paul Kelly come parte del documentario The Sound, trasmesso su ABC Television.
Nel novembre 2021, gli Electric Fields ottengono un contratto discografico con l'etichetta Warner Music Australia, con cui hanno pubblicato i singoli Gold Energy e Catastrophe.
Il 5 marzo 2024 l'emittente televisiva australiana SBS ha annunciato di avere selezionato internamente il duo, con l'inedito One Milkali (One Blood), al fine di rappresentare la nazione all'Eurovision Song Contest 2024 a Malmö. Si sono esibiti durante la prima semifinale, senza però riuscire ad accedere alla finale.

## Formazione
- Zaachariaha Fielding – voce (2015-presente)
- Michael Ross – cori, tastiera, programmazione (2015-presente)

## Discografia

### EP
- 2016 – Inma

### Singoli
- 2019 – 2000 and Whatever
- 2019 – Vision
- 2021 – Gold Energy
- 2022 – Catastrophe
- 2023 – We the People
- 2023 – Anpuru Maau Kutjpa
- 2024 – One Milkali (One Blood)

#### Come featuring
- 2017 – No Other High (Touch Sensitive feat. Electric Fields)
- 2020 – Would I Lie (Keiino feat. Electric Fields)
- 2021 – Must Be Love (Tseba feat. Electric Fields)
- 2022 – Fight for Me (Barkaa feat. Electric Fields)
- 2023 – Must Be Love (Tseba feat. Electric Fields)
- 2024 – Red Future (Snotty Nose Rez Kids feat. Electric Fields)

## Riconoscimenti
ARIA Music Awards
- 2019 – Candidatura alla Miglior esibizione live australiana per 2000 and Whatever Tour[11]

APRA Music Awards
- 2016 – Emily Burrows Award[3]

National Dreamtime Awards
- 2019 – Miglior artista maschile[12]

National Indigenous Music Awards
- 2017 – Rivelazione dell'anno[4]
- 2018 – Candidatura all'Artista dell'anno[5]
- 2019 – Candidatura all'Artista dell'anno[13]
- 2019 – Candidatura alla Canzone dell'anno per 2000 and Whatever[13]
- 2020 – Candidatura all'Artista dell'anno[14]
- 2020 – Candidatura alla Canzone dell'anno per Would I Lie[14]
- 2022 – Candidatura all'Artista dell'anno[15]